# Station Molins de Rei
Molins de Rei (Spaans: Molins de Rey) is een station van de Cercanías Barcelona. Het is gelegen in de gelijknamige plaats.
Dit station is tevens het eindpunt van lijn 1, ook wel de Maresme-lijn.

## Lijnen
| Eindbestemming                                | Vorig station | Lijn | Volgend station         | Eindbestemming          |
| --------------------------------------------- | ------------- | ---- | ----------------------- | ----------------------- |
| eindpunt                                      | eindpunt      |      | Sant Feliu de Llobregat | Mataró Maçanet-Massanes |
| Sant Vicenç de Calders Vilafranca del Penedès | El Papiol     |      | Sant Feliu de Llobregat | Terrassa Manresa        |